# Carla Sacramento
Carla Cristina Paquete Sacramento (São Sebastião da Pedreira; 10 de diciembre de 1971); corredora de medio fondo portuguesa.
Carla Sacramento ha ganado medallas en pruebas de varias distancias, siendo su especialidad los 1500 m. En 1997 ganó la medalla de oro en esta prueba en los Campeonatos del Mundo de Atletismo de Atenas después de haber conseguido un bronce en el Mundial anterior de 1995.
En 1986, con sólo quince años, consiguió su primer título nacional. Desde juveniles, tanto ella como su compañera de generación Fernanda Ribeiro, han sido las dominadoras de las carreras de medio fondo en Portugal. Sacramento acredita marcas por debajo de los dos minutos en los 800 metros y de los 4 minutos en los 1500, siendo éstas marcas de gran nivel internacional.
Sacramento vive en Colmenar Viejo (España)Actualmente pertenece al club español Track Cross Team (TCR). Su familia es originaria de Santo Tomé. En su honor, se le puso su nombre a unas pistas de atletismo en Portugal.

## Logros
- 1992 800 m Semifinales en los Juegos Olímpicos
- 1992 1500 m Semifinales en los Juegos Olímpicos
- 1993 1500 m 7ª en los Mundiales en pista cubierta
- 1993 1500 m 11.ª en los Campeonatos del Mundo al aire libre
- 1994 800 m Medalla de bronce en los Campeonatos de Europa en pista cubierta
- 1994 800 m 6ª en los Campeonatos de Europa al aire libre
- 1994 1500 m 6ª en los Campeonatos de Europa al aire libre
- 1995 1500 m Medalla de plata en los Campeonatos del Mundo en pista cubierta
- 1995 1500 m Medalla de bronce en los Campeonatos del Mundo en pista cubierta
- 1996 1500 m 6ª en los Juegos Olímpicos
- 1997 1500 m Medalla de oro en los Campeonatos del Mundo al aire libre
- 1998 1500 m Medalla de plata en los Campeonatos de Europa al aire libre
- 1999 1500 m 5ª en los Campeonatos del Mundo al aire libre
- 2000 1500 m 11.ª en los Juegos Olímpicos
- 2001 1500 m 4ª en los Mundiales en pista cubierta
- 2002 3000 m Medalla de plata en los Campeonatos de Europa en pista cubierta
- 2002 1500 m 12.ª en los Campeonatos de Europa al aire libre
- 2003 1500 m Semifinalista de los Campeonatos del Mundo al aire libre
- 2004 1500 m Semifinales en los Juegos Olímpicos

- Ha ganado también medallas en la Universiada y en los Campeonatos Ibreoamericanos, además de llegar a finales en los campeonatos júnior de Europa y del Mundo y haber sido una de las diez primeras en el campeonato mundial de cross.

## Mejores marcas
- 400 m 54.07 (1997)
- 800 m 1:58.94 (1997)
- 1500 m 3:57.71 (1998)
- 3000 m 8:30.22 (1999)
- 5000 m 15:52.54 (2000)
- 10 km 33:46(1997)

http://www.marca.com/2014/10/30/atletismo/1414686594.html
- Datos: Q261661